# 羅富國校友會學校
羅富國校友會學校 （英語：NCE Past Students' Association School），位於香港九龍土瓜灣上鄉道24號，創辦於1961年，2005年因收生不足被教統局勒令廢校，其後與保良局合併成為「保良局羅富國校友會學校」，以直接資助計劃學校形式繼續辦學，2008年9月，該校易名為保良局林文燦英文小學。

## 校政管理
歷任校監
- 陳錦鴻 先生[3]
- 李援華 先生[4]

歷任校長
- 余暖燁 女士[3]
- 梁志權 先生[4]
- 古學俊 先生

## 歷史
1955年，羅富國教育學院校友會常務委員會建議籌辦一所正規日間小學，翌年向教育署申請辦學，並選出建校委員會，開始籌款及新校設計工作，1958年成立「羅富國校友會學校有限公司」，選出第一屆校董會，作為新校管理機構，1959年獲教育署批給建校津貼及土瓜灣上鄉道24號校址，由建築師陳匡法和廖學人負責設計校舍，校舍於1961年4月動工興建，包括十二個課室、一個特別室、一個禮堂及一個藍球場，同年7月招收小一至小四年級男女學生，約有四千五百人參加入學試。該校採用上下午半日制上課，並於2000年加建兩座新大樓，包括圖書館及新教員室等設施。2005年初，該校因在小一收生階段未能取錄至少23人，面臨殺校的危機，2006-2007學年起已停辦小一，雖然巳向教統局申請自資開辦私立小一，但遭否決，其後於2006年獲教統局批准併入保良局成為直資英文學校改校名為「保良局羅富國校友會學校」，由2007年9月起轉為直資英文小學，2008年9月易名為「保良局林文燦英文小學」，但羅富國師範學院校友會仍獲准佔用其中一間教員室作會址。

## 著名/傑出校友
- 單慧珠：香港電影導演（1964年小六下午校）[10][11]
- 鄭萃雯：前香港新聞主播（1997年小六）
- 黃於唱：聖方濟各大學湯羅鳳賢社會科學院教授、前荃灣區議會議員及前香港中文大學社會工作學系副教授（1971年小六下午校）[12]

## 外部連結
- 羅富國校友會學校（页面存档备份，存于）

### 註腳列表
1. ↑  . 蘋果日報. 2006-02-11  [2020-05-27]. （原始内容存档于2020-05-27） （中文）.
2. ↑  . 太陽報. 2008-07-29  [2019-09-08]. （原始内容存档于2019-09-08） （中文）.
3. 1 2  家庭與學校合作事宜委員會. . 2000  [2023-01-01]. 原始内容存档于2001-06-20.
4. 1 2  香港文化事業公司. . 香港文化事業公司. 1971: 37.
5. ↑  . 香港工商日報. 1961-04-03: 7 （中文）.
6. ↑  . 香港工商日報. 1961-07-17: 7 （中文）.
7. ↑  . 香港工商日報. 1961-08-18: 7 （中文）.
8. ↑  . 文匯報. 2005-06-17  [2019-09-08]. （原始内容存档于2019-09-08） （中文）.
9. ↑  . 文匯報. 2006-02-11  [2019-09-08]. （原始内容存档于2019-09-08） （中文）.
10. ↑  . 華僑日報. 1964-07-25: 14  [2022-02-03]. （原始内容存档于2022-02-03）.
11. ↑  . 香港工商日報. 1964-07-25: 6  [2022-02-03]. （原始内容存档于2022-02-03）.
12. ↑  . 華僑日報. 1971-07-27: 19  [2025-03-10].